# Dušan Hadži
Dušan Hadži, slovenski kemik, pedagog in akademik, * 26. avgust 1921, Ljubljana, † 24. september 2019.
1944 je diplomiral na FF Univerze v Ljubljani iz kemije s fiziko in 1953 doktoriral pri SAZU (kot prvi kandidat po tedanjem zakonu). Od 1948 je delal na Kemijskem inštitutu (takrat še pri SAZU, 1953 imenovan po Borisu Kidriču). Od 1953 je predaval kot docent za fizikalno biokemijo na Prirodoslovno-matematične fakultete,  1962–82 kot redni profesor strukturno kemijo na Fakulteti za naravoslovje in tehnologijo. 1981 je sprejel mesto svetnika za raziskovalno delo generalnega direktorja tovarne Lek, kjer se je upokojil 1992, nadaljeval pa raziskave na Kemijskem inštitutu. Tam je organiziral raziskovalno enoto za strukturno kemijo, ki je pod njegovim, skoraj 40-letnim vodstvom (1953-1992), postala eden vodilnih svetovnih centov za infrardečo in ramansko spektroskopijo. Leta 1969 je razširil program laboratorija s pridobitvijo spektrometra za jedrsko magnetno resonanco visoke ločljivosti. Njegovo najpomembnejše raziskovalno prodročje je bila strukturna kemija, predvsem vodikova vez. Leta 1957 je v Ljubljani organiziral prvo mednarodno konferenco o vodikovi vezi, ki so se jo udeležili eminentni znanstveniki iz takratnega zahoda in vzhoda. Ta dogodek je veliko doprinesel k ugledu Kemijskega inštituta in kemije, kot vede nasploh. Hadži se je usmeril predvsem na močne vodikove vezi in je med prvimi dokazal obstoj simetrične vodikove vezi v kristalih; obdelava infrardečih spektrov močnih vezi ga je privedla do predloga za sistemizacijo močnih vodikovih vezi na podlagi spektralnih značilnosti, ki je še danes v splošni rabi. Slovenskemu kemijskemu društvu je predsedoval v letih 1974–86; bil je tudi predsednik Unije kemijskih društev Jugoslavije (1970–74).
Bil je član Slovenske akademije znanosti in umetnosti (1967 dopisni/izredni, 1974 redni član SAZU) in tajnik njenega III. razreda za matematične, fizikalne, kemijske in tehniške vede (1980–92), Hrvaške (prej JAZU, od 1975), Srbske, Makedonske in Indijske nacionalne akademije znanosti. Prejel je nagrado sklada Borisa Kidriča (1958), Kidričevo nagrado za delo na področju vibracijske spektroskopije molekul in kristalov (1976), častni doktorat Unverze v Uppsali (Švedska, 1981), jugoslovansko nagrado AVNOJ (1986), red zaslug za narod s srebrnim vencem in red republike z zlatim vencem, nagrado Republike Slovenije za znanstvenoraziskovalno delo (1993, za življenjsko delo), veliko Preglovo nagrado Kemijskega inštituta (2007), postal pa je tudi častni član (2001) in zaslužni raziskovalec Kemijskega inštituta (2011), častni član Društva biofizikov Slovenije (1996) ter častni predsednik Slovenskega kemijskega društva (1986), Hrvaško kemijsko društvo pa mu je podelilo priznanje in plaketo Boža Težaka (1994).  
O njem je izšla monografija DUŠAN HADŽI, Življenje kemika (2024).  